# Фотин Сирмийский
Фоти́н Сирми́йский (греч. Φωτεινὸς ὁ Σίρμιο; лат. Photinus Sirmium; умер в 375) — епископ Сирмия в римской провинции Нижняя Паннония, ученик анкирского епископа Маркелла. Фотин утверждал, подобно Павлу Самосатскому, что Слово Божие не имеет личного бытия и не родилось от Отца прежде всех веков, а Христос — простой человек, одушевлённый только Словом Божиим. Фотин был осуждён не только православными епископами на соборах Антиохийском (341), Медиоланском соборе (346) и на Медиоланском соборе (348), но и арианами на соборе Сирмийском (351). Умер в ссылке в 375 году.
Последователи Фотина — фотиниане.
На Втором Вселенском соборе в Константинополе в 381 году, уже после смерти Фотина, учение его было также анафематствовано.